# Unfinished Music No.1: Two Virgins
Unfinished Music No.1: Two Virgins (En español, Música No Finalizada No.1: Dos Vírgenes) es el primer álbum experimental publicado por John Lennon y Yōko Ono el 29 de noviembre de 1968. Resultado de una sesión nocturna de grabación en el estudio que John tenía en su casa de Kenwood, St. George's Hill. El álbum debut de la pareja es conocido tanto por su contenido avant-garde como por su controvertida portada, en la que aparecían desnudos y que fue censurada y prohibida en varios países.

## Historia
Two Virgins fue el segundo álbum publicado por el sello discográfico Apple Records, después de Wonderwall Music de George Harrison, banda sonora de la película Wonderwall. Fue distribuido por Transatlantic Records en el Reino Unido y por Tetragrammaton Records en los Estados Unidos, después de que EMI y Capitol se negaran a su distribución debido a la portada. No obstante, EMI se encargó de masterizar e imprimir el álbum en el Reino Unido, donde solamente se hicieron 5000 copias.
Debido a la calidad de su contenido y la censurable portada, las pésima recepción por parte de los críticos musicales así como del público no se hizo esperar y el trabajo no entró en las listas de éxitos británicas, aunque en Estados Unidos alcanzaría el puesto 124.º. Fue reeditado en Estados Unidos y en Japón durante los setenta y ochenta y aunque las ediciones americanas no fueron de muy buena calidad, las japonesas llevaban fundas de papel de arroz. En 1997 fue reeditado por Yoko Ono a través de Rykodisc con un tema adicional, "Remember Love", cara B del sencillo "Give peace a chance". Sin embargo, ésta es una versión editada, faltando un par de minutos al final de cada cara. La compañía Creative Sounds, Ltd. editó en 1991 una versión completa del disco en CD aunque no provenía del máster original, sino que es una grabación de un LP.

## Contenido
La grabación consiste en largas secuencias de loops durante las cuales Lennon prueba diferentes instrumentos (órgano, piano, batería), efectos de sonido como reverberaciones, delay, y distorsiones y conversaciones con Ono, quien vocaliza ad líbitum en respuesta a esos sonidos. Peter Shotton, amigo de Lennon, recordaría más tarde en sus memorias que gran parte de los loops fueron creados por Lennon y por él mismo en los días previos a la grabación. Lennon grabó directamente en dos pistas, en estéreo, si bien gran parte del material original era mono.

## La portada
Las fotos de portada y contraportada fueron tomadas por Lennon y Yoko usando el disparador automático de la cámara. En la primera aparecen frontalmente, desnudos, de pie y abrazados, mirando a la cámara. En la contraportada aparecen igualmente desnudos y de pie pero de espaldas y girados, mirando también a la cámara. La sesión fotográfica no tuvo lugar en Kenwood, sino en el sótano del apartamento de Ringo Starr en el 34 de Montagu Square, Marylebone, donde la pareja residió un tiempo a finales de 1968.
La portada fue un escándalo y el álbum se distribuyó dentro de una funda de papel marrón con un recorte ovalado que permitía ver tan sólo las caras de la pareja. Esta funda llevaba impresa una referencia bíblica en la parte trasera: "Estaban los dos desnudos, el hombre y su mujer, sin avergonzarse uno de otro." (Génesis, 2:25). Las copias del álbum serían embargadas por obscenas en algunas jurisdicciones de Estados Unidos (por ejemplo 30 000 de ellas en Nueva Jersey).
Aunque se mostrara opuesto a la portada, Paul McCartney contribuyó con una cita que puede leerse en la parte inferior de la portada: "Cuando dos grandes santos se reúnen, es una experiencia humilde. Las largas batallas para probar que era un Santo." John Lennon afirmaría posteriormente que en realidad alteraba tanto a la gente y a las autoridades por tratarse de dos "ex drogadictos fuera de forma".
En referencia a la portada, la actriz Sissy Spacek, bajo el seudónimo de Rainbo, grabaría el tema "John, you went too far this time" ("John, has ido demasiado lejos esta vez"). El tema es ocasionalmente emitido en el programa de radio Dr. Demento de Estados Unidos, especializado en canciones cómicas y paródicas.

## Lista de canciones
Todos los temas compuestos por John Lennon y Yōko Ono.

|     | |          |  |  |  |  |  |  |  |  |
| N.º | Título | Duración |  |  |  |  |  |  |  |  |
| 1.  | «Two Virgins Side One» - «Two Virgins No. 1» - «Together» - «Two Virgins No. 2» - «Two Virgins No. 3» - «Two Virgins No. 4» - «Two Virgins No. 5»                                                                             | 14:14    |  |  |  |  |  |  |  |  |
| 2.  | «Two Virgins Side Two" - «Two Virgins No. 6» - «Hushabye Hushabye» - «Two Virgins No. 7» - «Two Virgins No. 8» - «Two Virgins No. 9» - «Two Virgins No. 10» - «Remember Love» (4:05, tema extra de la reedición en Rykodisc)» | 15:13    |  |  |  |  |  |  |  |  |